# Fredrika
Fredrika (südsamisch Vistege) ist ein Ort (Småort) in der schwedischen Provinz Västerbottens län und im äußersten Südosten der historischen Provinz Lappland.

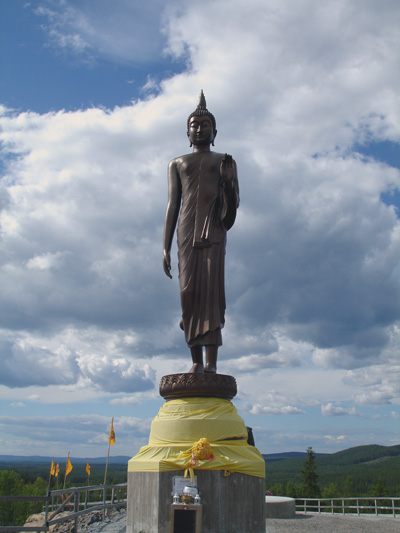
Buddhastatue in Fredrika

## Lage
Fredrika gehört zur Gemeinde Åsele. Der Ort liegt knapp 100 km Luftlinie westnordwestlich von Umeå und gut 50 km östlich des Hauptortes der Gemeinde, Åsele, am See Vikasjön. Fredrika ist nach Åsele der zweitgrößte Ort der Gemeinde.
Durch Fredrika führt die aus Vännäs bei Umeå kommende Reichsstraße 92 weiter über Åsele nach Dorotea am Inlandsvägen E 45. In Fredrika mündet die aus südlicher Richtung von Örnsköldsvik kommende Provinzstraße 352 ein.

## Geschichte
Der in einem seit Mitte des 18. Jahrhunderts auch von Schweden besiedelten Gebiet gelegene Ort hieß zunächst Viska, vom samischen visteke für einen „an Rentierflechte reichen Ort“. 1799 erhielt er seinem heutigen Namen nach Friederike von Baden, als Fredrika Dorotea Vilhelmina Ehefrau von Gustav IV. Adolf und zwischen 1797 und 1809 Königin von Schweden. Nach ihr wurden auch die in der Region gelegenen Orte Dorotea und Vilhelmina benannt.
Unweit des Ortes wurde ab 2005 auf Initiative des thailändischen Theravadamönches Phramaha Boonthin Taosiri an einem großen buddhistischen Tempel gebaut; eine Buddhastatue wurde 2007 errichtet.
Die Bevölkerungszahl des Ortes hat sich seit Mitte der 1960er-Jahre, als ein Höchststand von etwa 500 erreicht wurde, auf etwa ein Drittel verringert. Indem sie 2015 auf unter 200 fiel, verlor Fredrika den Status eines Tätort.